# Чу Суйлян
Чу Суйля́н (кит. упр. 褚遂良, пиньинь Chǔ Suìliáng, 596—658) — китайский политик, каллиграф времен империи Тан.

## Биография
Родился в 596 году в уезде Цяньтан Ханчжоуской области (на территории современной провинции Чжэцзян). Происходил из знатной научной семьи. Был сыном Чу Ляна, чиновника среднего звена. еще в юности поддержал выступление Ли Шиминя против империи Суй. После этого придворная карьера Чу Суйляна складывалась блестяще. После кончины Юй Шинаня он занял его место в ближайшем окружении императора. Предание гласит, что однажды император спросил Чу Суйляна, что служил придворным историографом, о том, внесёт ли тот в хронику сведения о его неприличном поступке. Ответ каллиграфа был однозначно положительным, что вызвало одобрение императора. 
Узурпация власти императрицей У Цзэтянь и проводимая ею политика репрессий вызвали протест в обществе. Чу Суйлян демонстративно отсылает к столице регалии губернаторских полномочий и ждет казни, которая уже постигла многих противников императрицы. Однако слава каллиграфа была настолько велика, что его оставили в живых, но отправили в ссылку на юг сначала в Таньчжоу (современная Чанша провинции Хунань), затем в Гуйчжоу (провинция Гуанси), а затем в Айчжоу (Аньнам, окрестности Ханоя, Вьетнам). Только после падения У Цзэтянь он был посмертно реабилитирован. Принципиальность каллиграфа вошла в историю Китая как пример, следуя конфуцианской этике и до конца выполненного гражданского долга.

## Проект
Сначала Чу Суйлян копировал стелы, выполненные почерками «гувэнь», «чжуаньшу», «лишу» и «чжэньшу» эпохи империй Хань, Вэй и Цзинь. Затем он сконцентрировался на изучении манускриптов, и главным ориентиром для него стали свитки Юй Шинаня, за стиль которого он искал проникновения в мастерство кисти в письме почерком «двух Ванов». Он многократно копировал оригиналы Ван Сичжи и его сына Ван Сяньчжи, что находились в Императорском собрании. В итоге его черты нашли живую подвижность, работа кисти стала вдохновенно разнообразной, а конфигурации энергопотоков (ши) необычайными и мощными. Каллиграфическое наследие Чу Суйляна была значительной. Однако оригиналы его манускриптов потеряны. Из длинного перечня созданных им стел до сих пор дошли отпечатки с 13 памятников.
В творчестве каллиграфа различают два этапа. Первый этап представлен стелой 642 года «Мэн фаши бэй», посвященной буддийскому наставнику Мэну. Стела выполнена почерком «кайшу», сохранились отпечатки 769 иероглифов. Каллиграфия стелы демонстрирует сильную и твердую работу кисти, в технике которой прослеживается четкая преемственность с памятниками Северных царств. В пластике рисков преобладает квадратность, иероглифы монументальные и прочные. В пластике правосторонних откидных чувствуется связь с протостатутом дотанской поры. Округлая техника письма преобладает над квадратной.
Около 649 года в творчестве Чу Суйляна происходят кардинальные изменения, в результате которых его стиль достигает своего апогея, а техника кисти становится особенно виртуозной. Лучшим образцом позднего стиля мастера считается стела «Стела с предисловием к Трипитаке в Большой пагоде диких гусей» («Янь ташэн цзяосюй»), сооруженная около 653 года в связи с началом строительства «Большой пагоды диких гусей» (Даяньта), предназначалась для хранения сутр, привезенных буддийским проповедником Сюаньцзаном в 647 году из его паломничества в Индии. От памятника сохранились две части: первый камень — 21 столбец по 42 иероглифа, второй — 20 столбцов по 40 иероглифов. Своеобразие устава Чу Суйляна определяют тонкие упругие черты с трудными окончаниями. В середине черт появляется красивый прогиб. Композиция иероглифов находит дополнительную пространственность. В иероглифах вместо прежней монументальности акцентируется женственное изящество, что дало повод некоторым критикам сравнивать его каллиграфию с «придворной красавицей, которая прогибается даже под тяжестью шелковых одеяний».